# Eburia cruciata
Eburia cruciata es una especie de escarabajo del género Eburia, familia Cerambycidae. Fue descrita científicamente por Linsley en 1935.
Habita en México. Los machos y las hembras miden aproximadamente 12,7-18 mm. El período de vuelo de esta especie ocurre en los meses de junio, julio y agosto.